# Joseph D. Reitman

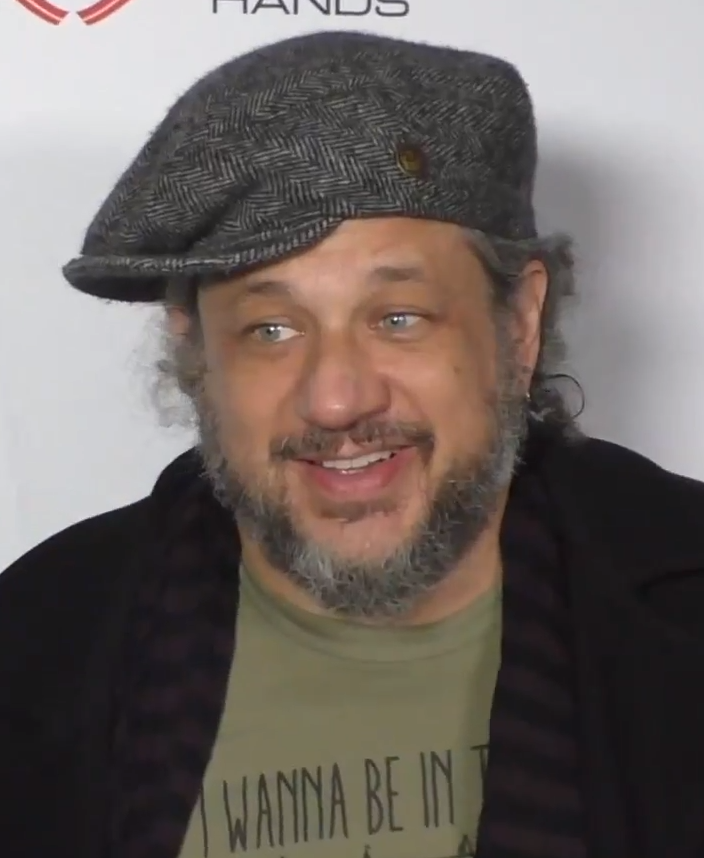
Joseph D. Reitman 2016

Joseph D. Reitman (* 25. Mai 1968 in Boston) ist ein US-amerikanischer Schauspieler.
Joseph Reitman studierte am Pitzer College in Claremont in Kalifornien. 1991 gab er sein Fernsehdebüt in Der Klan der Vampire. Danach war er meist in Gastrollen in Fernsehserien zu sehen. Nach kleineren Rollen in den Filmen Clueless – Was sonst! und Clay Pigeons – Lebende Ziele spielte Reitman neben George Clooney in Der Sturm. 2001 lernte er während der Dreharbeiten zu American Pie 2 seine Frau Shannon Elizabeth kennen aber seit März 2005 lebt das Paar getrennt. 2006 ist er in der Westernkomödie Bandidas an der Seite von Penélope Cruz, Salma Hayek und Steve Zahn zu sehen.

## Filmografie (Auswahl)
Als Schauspieler

### Kino
- 1994 Andrew Lackhappy
- 1995 Clueless – Was sonst! (Clueless)
- 1995 Pool
- 1996 Beat the Bash
- 1998 Clay Pigeons – Lebende Ziele (Clay Pigeons)
- 1999 Better Never Than Late
- 2000 Der Sturm (The Perfect Storm)
- 2001 Tomcats
- 2001 American Pie 2
- 2001 Jay und Silent Bob schlagen zurück (Jay and Silent Bob Strike Back)
- 2002 Auto Focus
- 2002 The Real Deal
- 2002 Bum Runner
- 2003 The Failures
- 2004 Choices
- 2005 Verflucht (Cursed)
- 2005 Drop Dead Sexy
- 2005 Short Fuse
- 2006 Bandidas
- 2006 Das Mädchen aus dem Wasser (Lady in the Water)
- 2006 These Days
- 2007 Leo
- 2009 Crank 2: High Voltage (Crank: High Voltage)
- 2009 Gamer
- 2010 Radio Free Albemuth
- 2011 Anti People
- 2011 A Hidden Agender
- 2012 Tough Chuck
- 2012 Orange County Hill Killers
- 2013 Halfway to Hell
- 2014 The Blackout
- 2015 A Killer of Men
- 2016 Money Monster
- 2016 Queen of Hearts
- 2017 The Suitcase
- 2017 This is Meg
- 2017: Mom and Dad
- 2017 The Best People
- 2019 The False Mirror
- 2019 Use Me
- 2019 Ghosted

### Fernsehen
- 1991 Blood Ties (TV-Film)
- 1993 Street of Sunset (TV-Serie, eine Folge)
- 1994 Beverly Hills, 90210 (TV-Serie, eine Folge)
- 1994 California Dreams (TV-Serie, Eine Folge)
- 1994–1995 Eine schrecklich nette Familie (Married... with Children) (TV-Serie, vier Folgen)
- 1995 Hudson Street (TV-Serie, zwei Folgen)
- 1996 Boston Common (TV-Serie, eine Folge)
- 1996 Townies (TV-Serie, Hauptrolle)
- 1997 The Naked Truth (TV-Serie, eine Folge)
- 1997 Arsenio (TV-Serie, eine Folge)
- 1997 The Tony Danza Show (TV-Serie, eine Folge)
- 1997 Head over Heels (TV-Serie, eine Folge)
- 1997 Pretender (The Pretender) (TV-Serie, eine Folge)
- 1997 Drew Carey Show (The Drew Carey Show) (TV-Serie, eine Folge)
- 1997 Total Security (TV-Serie, eine Folge)
- 1998 Significant Others (Miniserie, zwei Folgen)
- 1998 Route 9 (Route 9) (TV-Film)
- 1998 My Generation (Gameshow, eine Folge)
- 1999–2000 Jack & Jill (TV-Serie, Zwei Folgen)
- 2000 Hollywood Off Ramp (TV-Serie, eine Folge)
- 2000 The Huntress (TV-Serie, eine Folge)
- 2000 Bull (TV-Serie, eine Folge)
- 2001 Charmed – Zauberhafte Hexen (Charmed) (TV-Serie, Zwei Folgen)
- 2002 Providence (Providence) (TV-Serie, eine Folge)
- 2002 CSI: Vegas (CSI: Crime Scene Investigation) (TV-Serie, eine Folge)
- 2003 Rent Control (TV-Film)
- 2003 Die himmlische Joan (Joan of Arcadia) (TV-Serie, eine Folge)
- 2005 Für alle Fälle Amy (Judging Amy) (TV-Serie, eine Folge)
- 2005 Sleeper Cell (TV-Serie, eine Folge)
- 2006 CSI: Miami (TV-Serie, eine Folge)
- 2007 Close to Home (TV-Serie, eine Folge)
- 2007–2008 The Shield – Gesetz der Gewalt (The Shield) (TV-Serie, Zwei Folgen)
- 2009 CSI: Vegas (CSI: Crime Scene Investigation) (TV-Serie, eine Folge)
- 2009 In Plain Sight – In der Schusslinie (In Plain Sight) (TV-Serie, eine Folge)
- 2009 Mental (Mental) (TV-Serie, eine Folge)
- 2009 Monk (Monk) (TV-Serie, eine Folge)
- 2009 The Legend of Neil (TV-Serie, drei Folgen)
- 2010 Supernatural (TV-Serie, eine Folge)
- 2010 Squatters (TV-Serie, zwei Folgen)
- 2012 CV Nation (TV-Serie, eine Folge)
- 2012 Bad Girls (Pilotfilm)
- 2013 The Gallery (TV-Serie, zwei Folgen)
- 2014 #Besties (TV-Serie, eine Folge)
- 2014 Navy CIS: L.A. (NCIS: Los Angeles) (TV-Serie, eine Folge)
- 2015 The Hotel Barclay (TV-Serie, eine Folge)
- 2016 Das geheimnisvolle Kochbuch (Just Add Magic) (TV-Serie, eine Folge)
- 2016 Ray Donovan (Ray Donovan) (TV-Serie, eine Folge)
- 2016–2018 TMI Hollywood (TV-Serie, vier Folgen)
- 2017–2018 Happy! (Hauptrolle)
- 2019 Marvel’s The Punisher (TV-Serie, eine Folge)

### Als Produzent
- 2006 Annie Duke Takes on the World
- 2007 Ten Inch Hero

### Regie
- 2002 Survivin' the Island (auch Drehbuch)

### Videospiele
- 1995 Mr. Payback: An Interactive Movie (Stimme, Dick)
- 1997 Blue Heat: The Case of the Cover Girl Murders (Stimme, Bruno Pantucci)
- 2019 Telling Lies (Stimme, Harry)